# Viksjön, Gästrikland
Viksjön är en sjö i Gävle kommun i Gästrikland och ingår i Hamrångeåns huvudavrinningsområde. Sjön är 9,4 meter djup, har en yta på 14,7 kvadratkilometer och befinner sig 55 meter över havet. Sjön avvattnas av vattendraget Hamrångeån.
Viksjön består av tre ganska avgränsade delar som benämns Viksjön, Högbackasjön samt Storsjön.
Sjöns nivå är vid Kalvdammarna reglerad till ca 55 m, och utflödet går sedan via Hamrångeån som mynnar ut i Hamrångefjärden.
Förutom ett större tillflöde från Stordammsjön (reglerat vid byn Viksjö) har Viksjön ett antal mindre tillflöden via Killingån, Murån, Romsån, Sånkbäcken, samt från Stensjön via en grävd kanal vid Högbacka rastplats.

## Delavrinningsområde
Viksjön ingår i delavrinningsområde (676258-156165) som SMHI kallar för Utloppet av Viksjön. Medelhöjden är 60 meter över havet och ytan är 40,64 kvadratkilometer. Räknas de 65 avrinningsområdena uppströms in blir den ackumulerade arean 367,94 kvadratkilometer. Avrinningsområdets utflöde Hamrångeån mynnar i havet. Avrinningsområdet består mestadels av skog (53 procent). Avrinningsområdet har 14,55 kvadratkilometer vattenytor vilket ger det en sjöprocent på 35,8 procent.